# Miscanthus giganteus
Miscanthus giganteus är en gräsart som beskrevs av J.M.Greef , Deuter och Hodk., Renvoize. Miscanthus giganteus ingår i släktet miskantusar, och familjen gräs. Inga underarter finns listade i Catalogue of Life.

## Bildgalleri

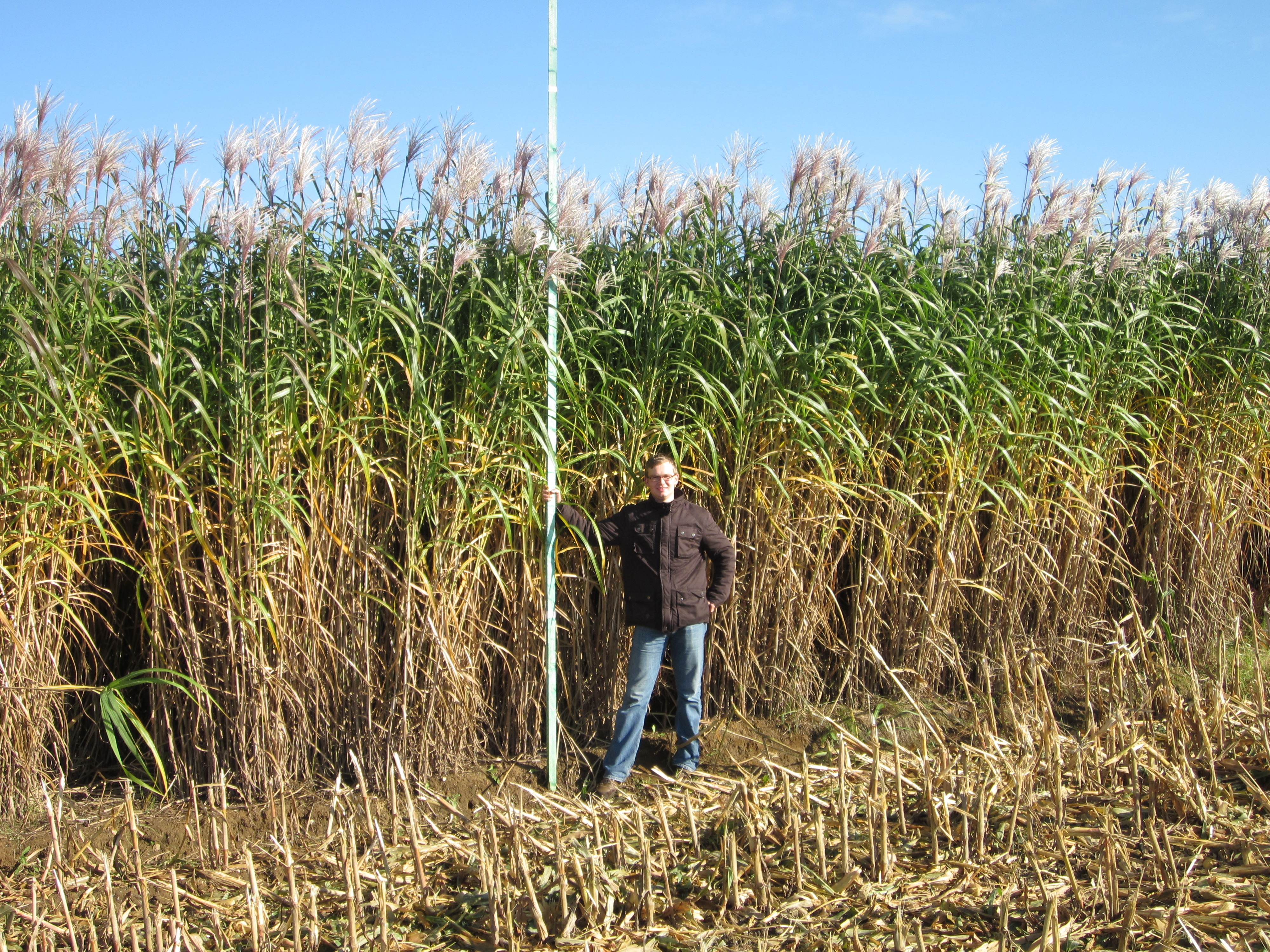
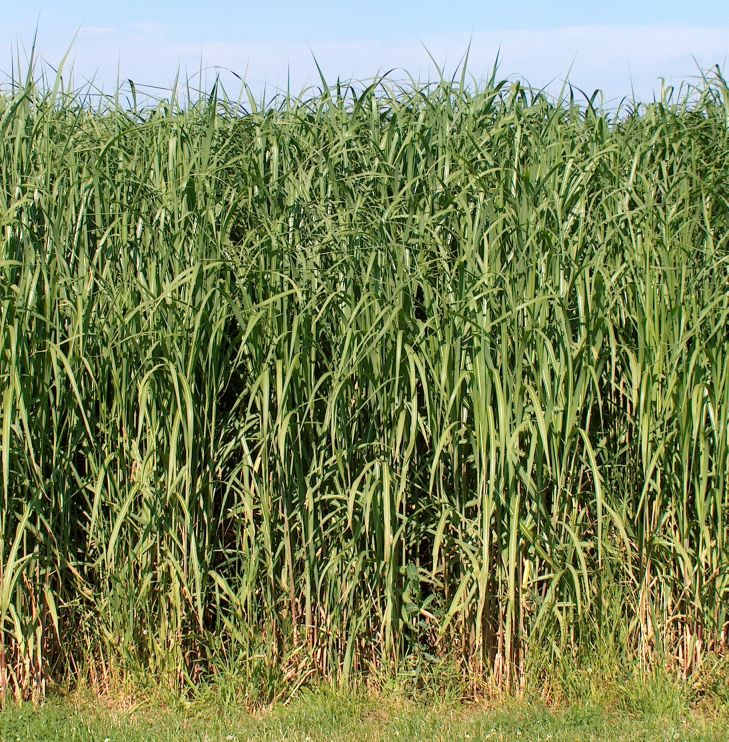
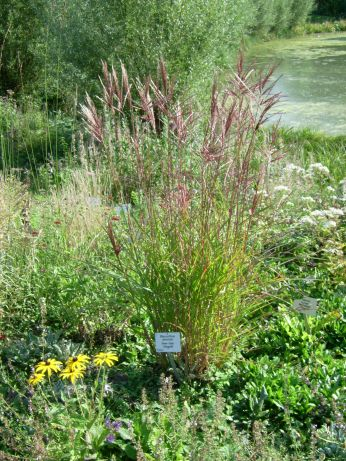
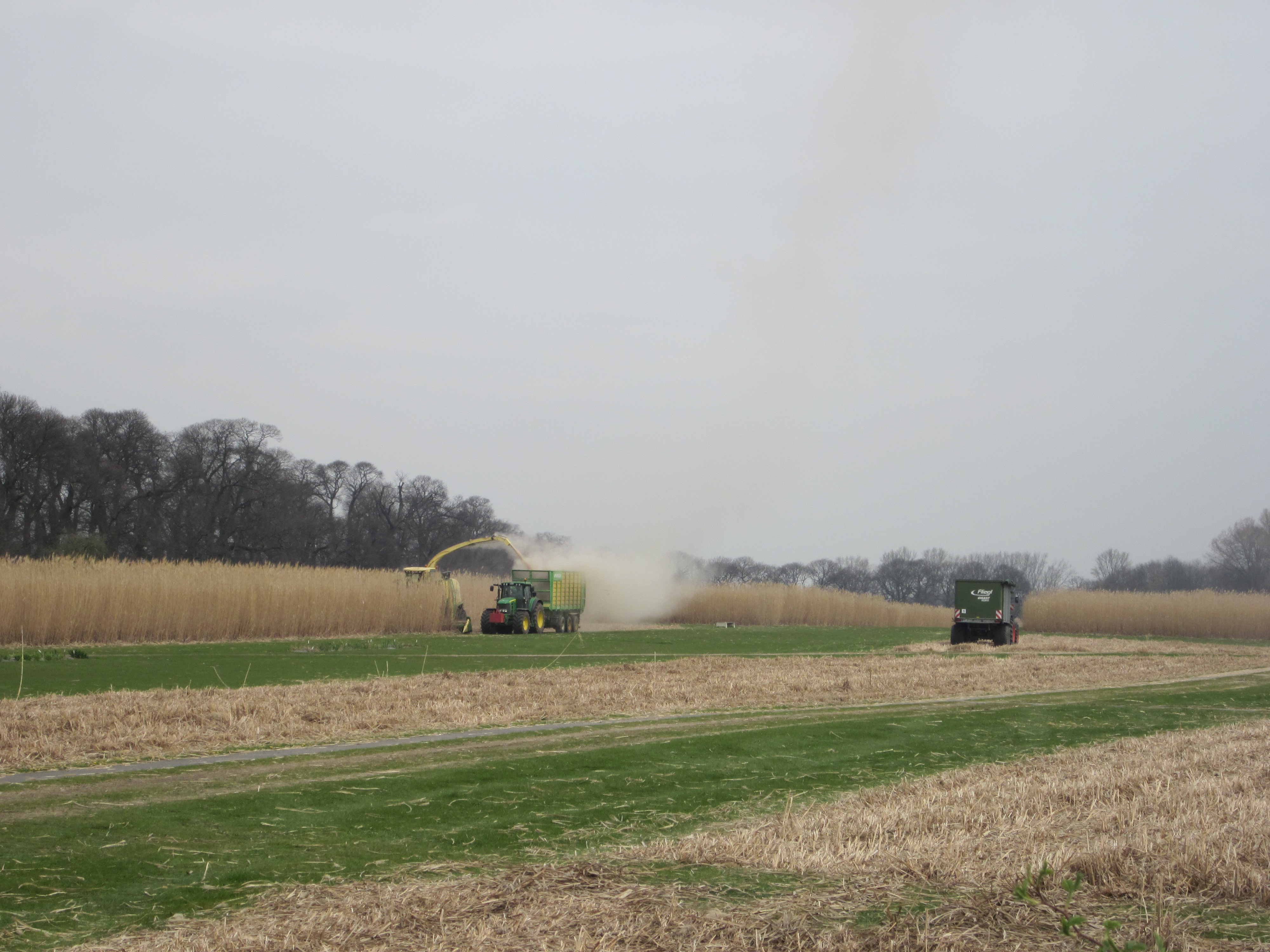
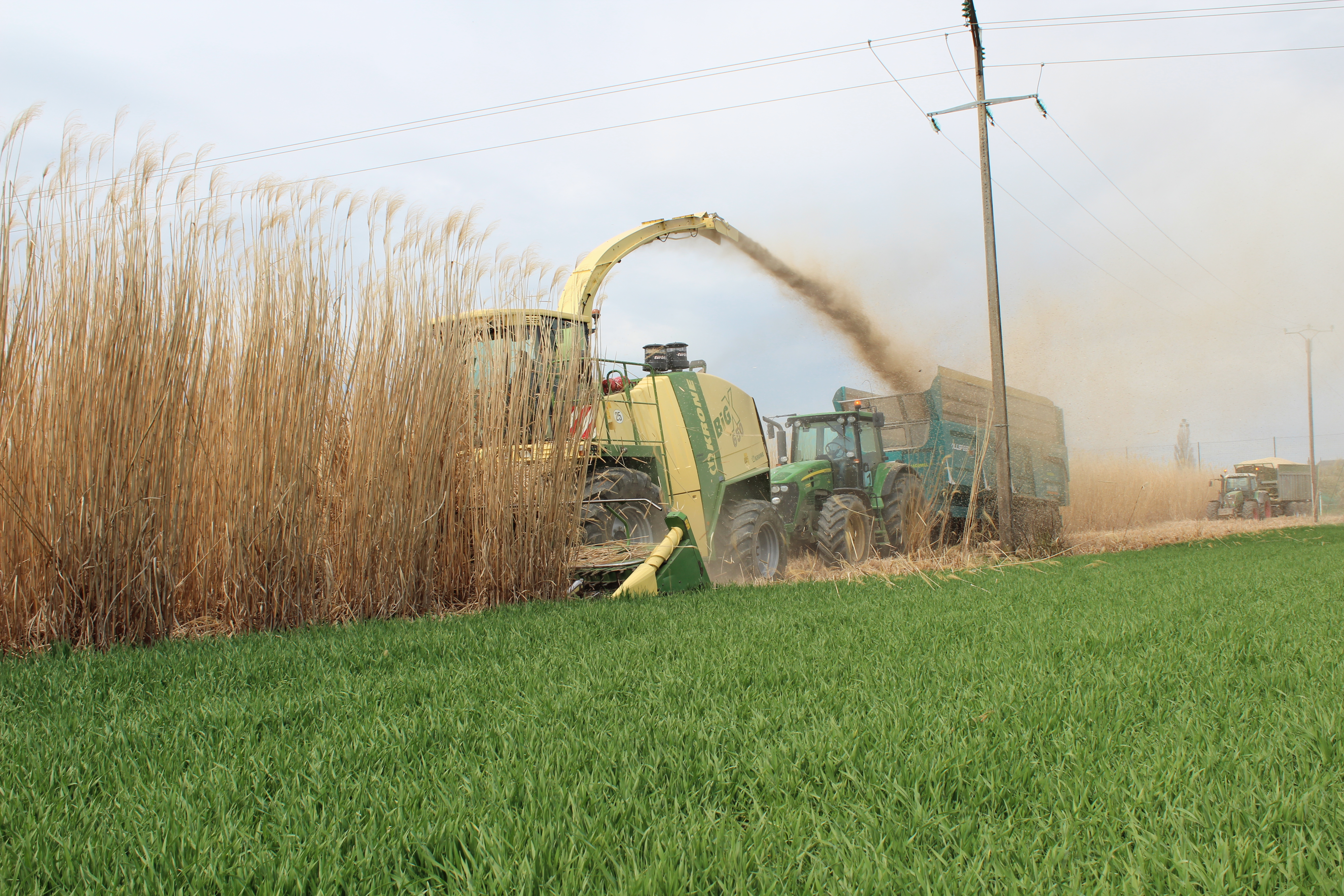